# La Forêt-Sainte-Croix
La Forêt-Sainte-Croix é uma comuna francesa na região administrativa da Ilha de França, no departamento de Essonne. Estende-se por uma área de 5.36 km². Em 2010 a comuna tinha 163 habitantes (densidade: 30,4 hab./km²).